# Atletica leggera ai Giochi della XVIII Olimpiade - Lancio del giavellotto maschile

Video della Finale

La competizione del lancio del giavellotto maschile di atletica leggera ai Giochi della XVIII Olimpiade si è disputata il giorno 14 ottobre 1964 allo Stadio Nazionale di Tokyo.

## L'eccellenza mondiale
| Campione olimpico 1960 | 84,64      | Viktor Cybulenko | Rit. 1963 |
| Campione europeo 1962  | 82,04      | Jānis Lūsis      | Presente  |
| Primatista mondiale    | 91,72 1964 | Terje Pedersen   | Presente  |

## Risultati

### Turno eliminatorio
Qualificazione77,00 m
Un solo atleta raggiunge la misura richiesta: Urs von Wartburg (Svizzera), con 79,92 m.
Per raggiungere il numero regolamentare di 12 finalisti bisogna scorrere la classifica fino a 72,31 m.

Il primatista mondiale Terje Pedersen è in giornata-no e non riesce a qualificarsi. La finale perde un probabile protagonista.
| Pos. | Atleta               | Nazione          | Lanci | Lanci | Lanci | Misura |
| Pos. | Atleta               | Nazione          | 1°    | 2°    | 3°    | Misura |
| ---- | -------------------- | ---------------- | ----- | ----- | ----- | ------ |
| 1    | Urs von Wartburg     | Svizzera         | 74,55 | 79,92 | -     | 79,92  |
| 2    | Janusz Sidło         | Polonia          | 76,93 | 75,33 | 74,45 | 76,93  |
| 3    | Jorma Kinnunen       | Finlandia        | 68,13 | 73,20 | 75,52 | 75,52  |
| 4    | Vladimir Kuznetsov   | Unione Sovietica | n     | 68,98 | 75,01 | 75,01  |
| 5    | Gergely Kulcsár      | Ungheria         | 74,32 | 72,62 | n     | 74,32  |
| 6    | Pauli Nevala         | Finlandia        | 71,49 | 72,72 | 74,19 | 74,19  |
| 7    | Jānis Lūsis          | Unione Sovietica | 72,79 | n     | 73,48 | 73,48  |
| 8    | Władysław Nikiciuk   | Polonia          | 73,45 | 67,56 | 71,17 | 73,45  |
| 9    | Khristos Pierrakos   | Grecia           | n     | 72,91 | 68,98 | 72,91  |
| 10   | Hans Schenk          | Germania         | 72,55 | 66,97 | n     | 72,55  |
| 11   | Rolf Herings         | Germania         | 72,47 | 68,02 | 71,74 | 72,47  |
| 12   | Ed Red               | Stati Uniti      | n     | 72,31 | 66,24 | 72,31  |
| 13   | Terje Pedersen       | Norvegia         | 61,39 | 66,78 | 72,10 | 72,10  |
| 14   | Hermann Salomon      | Germania         | 67,82 | 69,84 | 71,92 | 71,92  |
| 15   | Carlo Lievore        | Italia           | 70,71 | 68,04 | 70,88 | 70,88  |
| 16   | Les Tipton           | Stati Uniti      | 65,95 | 70,74 | 70,03 | 70,74  |
| 17   | Viktor Aksonov       | Unione Sovietica | 68,30 | n     | 69,46 | 69,46  |
| 18   | Michel Macquet       | Francia          | 63,34 | 65,36 | 69,35 | 69,35  |
| 19   | Takashi Miki         | Giappone         | 68,70 | 63,56 | 62,80 | 68,70  |
| 20   | Willy Rasmussen      | Norvegia         | 68,43 | 67,37 | 63,88 | 68,43  |
| 21   | Frank Covelli        | Stati Uniti      | n     | 68,08 | n     | 68,08  |
| 22   | Hideta Kanai         | Giappone         | 63,40 | n     | 65,85 | 65,85  |
| 23   | Park Su-Gwon         | Corea del Sud    | 58,51 | n     | 62,50 | 62,50  |
| 24   | Patricio Etcheverry  | Cile             | 59,35 | 60,77 | 54,19 | 60,77  |
| 25   | Nashatar Singh Sidhu | Malaysia         | 45,49 | 51,63 | 49,49 | 51,63  |

### Finale
Urs von Wartburg, che ha sorpreso tutti con un ottimo lancio di qualificazione, comincia bene con 78,72, ma il polacco Janusz Sidlo è il primo a sfondare gli 80 metri: 80,17. Al secondo turno il sovietico Janis Lusis lo sopravanza di 40 centimetri esatti: 80,57. Non si migliora nel resto della gara.

La gara si decide alla quarta prova. Prima l'ungherese Kulcsár assapora la vittoria dopo un lungo lancio a 82,32, ma subito dopo gli risponde il finlandese Nevala, che lo sopravanza di 34 cm e vince.
| Pos.    | Atleta             | Età | Nazione          | Lanci | Lanci | Lanci | Lanci           | Lanci           | Lanci           | Misura |
| Pos.    | Atleta             | Età | Nazione          | 1°    | 2°    | 3°    | 4°              | 5°              | 6°              | Misura |
| ------- | ------------------ | --- | ---------------- | ----- | ----- | ----- | --------------- | --------------- | --------------- | ------ |
| Oro     | Pauli Nevala       | 24  | Finlandia        | 76,42 | 78,39 | n     | 82,66           | n               | n               | 82,66  |
| Argento | Gergely Kulcsár    | 30  | Ungheria         | 75,00 | 77,28 | 78,28 | 82,32           | 78,57           | 79,78           | 82,32  |
| Bronzo  | Jānis Lūsis        | 25  | Unione Sovietica | 72,51 | 80,57 | 79,85 | 78,94           | 78,07           | n               | 80,57  |
| 4       | Janusz Sidło       | 31  | Polonia          | 80,17 | n     | n     | n               | 76,97           | 78,17           | 80,17  |
| 5       | Urs von Wartburg   | 27  | Svizzera         | 78,72 | 76,84 | 76,36 | 73,08           | 73,12           | n               | 78,72  |
| 6       | Jorma Kinnunen     | 23  | Finlandia        | 72,32 | 76,36 | 71,81 | 76,94           | n               | 72,45           | 76,94  |
| 7       | Rolf Herings       | 24  | Germania         | 66,22 | n     | 74,72 | Non qualificati | Non qualificati | Non qualificati | 74,72  |
| 8       | Vladimir Kuznetsov | 33  | Unione Sovietica | 73,90 | 68,89 | 74,26 | Non qualificati | Non qualificati | Non qualificati | 74,26  |
| 9       | Władysław Nikiciuk | 24  | Polonia          | 71,01 | n     | 73,11 | Non qualificati | Non qualificati | Non qualificati | 73,11  |
| 10      | Khristos Pierrakos | 24  | Grecia           | 70,24 | 72,65 | 72,02 | Non qualificati | Non qualificati | Non qualificati | 72,65  |
| 11      | Ed Red             | 22  | Stati Uniti      | 69,39 | 68,15 | 71,52 | Non qualificati | Non qualificati | Non qualificati | 71,52  |
| 12      | Hans Schenk        | 28  | Germania         | 69,82 | 66,44 | 68,51 | Non qualificati | Non qualificati | Non qualificati | 69,82  |